# N434 (België)
De N434 is een gewestweg in België tussen Eeklo (N9/N499) en Bentille (N456).
De weg heeft een lengte van ongeveer 8 kilometer en bestaat uit twee rijstroken voor beide rijrichtingen samen.